# Liste der Naturdenkmale in Ilbesheim bei Landau in der Pfalz
Die Liste der Naturdenkmale in Ilbesheim bei Landau in der Pfalz nennt die im Gemeindegebiet von Ilbesheim bei Landau in der Pfalz ausgewiesenen Naturdenkmale (Stand 23. Mai 2024).

## Ehemalige Naturdenkmale
| Nr. | Bezeichnung   | Lage                    | Beschreibung | Bild                          |
| --- | ------------- | ----------------------- | --- | ----------------------------- |
|     | Kleine Kalmit | nördlich des Ortes Lage | Tertiärkalkfelsen; flächenhaftes Naturdenkmal; teilweise zu Arzheim; Rechtsverordnung 1988 aufgehoben, jetzt Naturschutzgebiet Kleine Kalmit | mehr Fotos \| Fotos hochladen |